# Star Trek III - Jagten på Spock
Star Trek III - Jagten på Spock er en amerikansk science fiction-film fra 1984, instrueret af Leonard Nimoy. 

## Medvirkende
- William Shatner som James T. Kirk
- Leonard Nimoy som Spock
- DeForest Kelley som Dr. Leonard McCoy
- James Doohan som Montgomery "Scotty" Scott
- George Takei som Hikaru Sulu
- Walter Koenig som Pavel Chekov
- Nichelle Nichols som Nyota Uhura
- Grace Lee Whitney som Janice Rand
- Mark Lenard som Ambassadør Sarek
- Judith Anderson som High Priestess T'Lar
- Merritt Butrick som Dr. David Marcus
- Robin Curtis som Lieutenant Saavik
- Christopher Lloyd som Klingon Commander Kruge
- Robert Hooks som Fleet Admiral Morrow
- James Sikking som Captain Styles
- Carl Steven som Spock som 9-årig
- Vadia Potenza som Spock som 13-årig
- Stephen Manley som Spock som 17-årig
- Joe W. Davis som Spock som 25-årig
- Frank Welker som Spocks skrig (voice-over, ukrediteret)